# Heinrich Klinkosch
Heinrich Klinkosch (20. dubna 1830 Vídeň – 28. července 1889 Vídeň) byl rakouský podnikatel, bankéř a politik německé národnosti, v 2. polovině 19. století poslanec Říšské rady.

## Biografie
Působil jako statkář v Pfaffstättu. Byl synem továrníka v oboru zlatnictví. Studoval na polytechnice ve Vídni a věnoval se pak obchodu. Působil v několika bankách. V roce 1849 se stal úředníkem Národní banky, kde pak pracoval po sedmnáct let na různých úrovních. Později získal statek v Pfaffstättu a byl veřejně a politicky aktivní. Působil jako starosta Pfaffstättu, okresním školním radou a místním školním inspektorem. Měl titul burzovního rady a vlastnil makléřskou firmu.
Byl i poslancem Říšské rady (celostátního parlamentu Předlitavska), kam nastoupil v doplňovacích volbách roku 1874 za kurii městskou v Horních Rakousích, obvod Ried, Braunau, Mattighofen, Schärding atd. Slib složil 21. ledna 1874. Mandát zde obhájil ve volbách roku 1879 a volbách roku 1885. Poslancem byl až do své smrti roku 1889. V roce 1874 se uvádí jako Heinrich Klinkosch, statkář, bytem Pfaffstätt.
V parlamentu se vyslovoval k bankovním tématům, označoval se též za mluvčího starokatolíků. Patřil mezi levé křídlo německých liberálů. Zastupoval v parlamentu ústavověrný blok. V roce 1878 zasedal v poslaneckém Novém klubu pokroku. Jako ústavověrný poslanec se uvádí i po volbách v roce 1879. Na Říšské radě je v říjnu 1879 zmiňován coby člen mladoněmeckého Klubu sjednocené Pokrokové strany (Club der vereinigten Fortschrittspartei).
Zemřel v noci z 27. na 28. července 1889, kdy ve svém vídeňském bytě spáchal sebevraždu zastřelením. Příčinou měly být velké finanční ztráty, které na burze utrpěl.